# Predmier
Predmier (in ungherese Peredmér) è un comune della Slovacchia facente parte del distretto di Bytča, nella regione di Žilina.